# Aska Yang
Aska Yang (en chino tradicional, 楊宗緯; en chino simplificado, 杨宗纬; tongyong pinyin, Yáng Zong-Wěi) en 4 de abril de 1978-  es un popular cantante de música popular en chino mandarín nacido en Taiwán. Los miembros de la familia esperaban que fuera funcionario, pero Aska siempre soñó con cantar. Durante el periodo que estudió en la universidad nacional Changhua de educación, se presentó en diversos concursos de cante obteniendo siempre la primera posición. En el 2007, participó en el estreno del programa Estrella de Un Millón (parecido a ''Operación Triunfo) de CTV (Televisión Taiwán) y destacó por su conmovedora voz. Tiene muchos fanes y ha sido seleccionado por ser "El más apoyado" por los mensajes que se enviaron. Aska Yang ha sido tan renombrado que la gente no paraba de entrar en los motores de búsqueda consiguiendo un alto nivel de visitas en todas las páginas web relacionadas. Mantuvo la primera posición dejando muy por detrás la segunda en el ranking de famosos de Yahoo por 7 semanas consecutivas. Durante los tres siguientes meses de formar el refuerzo en Yahoo, llegaron a participar más de treinta mil seguidores. Después de 2 meses de la construcción de su blog, fue visitado por más de 3 millones de fanes, 8 meses después aumentó la cifra a más de 8 millones. También superó el récord de apariciones en la portada del Apple Daily. A finales del concurso, Aska Yang tuvo que retirarse del programa por haber falsificado su edad real, lo que atrajo todavía más atención por parte del público. La zona de votaciones de Yahoo hizo un cuestionario del retiro de Aska Yang para saber cuál era la voluntad del público, y en tan solo 6 horas votaron más de 130 mil personas. Un medio creyó que gracias a los medios relacionados, Aska Yang pudo llegar a ser tan popular. "Crear una estrella del día mañana en 77 días" por salir en las portadas de los periódicos y los principales boletines informativos. "2007-2008 Quien es quien de Taiwán" redactado por el profesor Pong de la universidad Shih Hsin, incluyó a Aska Yang entre los famosos taiwaneses de 2007. Aska también estuvo seleccionado por Yahoo como uno de los diez personajes de noticias en 2007 ocupando el segundo lugar; estuvo en segundo lugar entre las 10 primeras noticias de estrellas en 2007 del periódico Unido;«(Chino) 合約戲劇化 宗緯金鐘狂飆歌». United Daily News. 15 de diciembre de 2007. Archivado desde el original el 17 de diciembre de 2007. Consultado el 20 de diciembre de 2007. En primer lugar entre los 10 primeros famosos de 2007 del Apple Daily«(Chino) 2007 10大風雲人物 楊宗緯最夯». Apple Daily. 16 de diciembre de 2007.y entre una de las 5 mejores nuevas estrllas en 2007 de Sinanet.

## Discografía
Año 2007
| Lanzamiento           | Álbum             | El título de la canción |
| --------------------- | ----------------- | --- |
| 2007-06-29 HIM Música | Estrellas Reunión | Rehenes (人質)Traicionar (背叛)Sólo Cree (只要我相信) |
| 2007-10-05 HIM Música | Ayer, Hoy, Mañana | Alas Rotas (多餘) - ezPeer+ Archivado el 18 de septiembre de 2009 en Wayback Machine. Número 1 durante 22 semanas consecutivas - Número 1 durante 4 semanas |

Año 2008
| Lanzamiento                                                        | Álbum                                  | El título de la canción                                                                      | Descripción |
| ------------------------------------------------------------------ | -------------------------------------- | -------------------------------------------------------------------------------------------- | --- |
| 2008-01-11 Primera edición 2008-02-29 Segunda edición Warner music | paloma                                 | El título de la canción ： paloma dejarte ir #la cebolla #viento de la suerte #Deseo de Amar | - G-music：la música mandarín en lista de éxitos musicales durante 40 semanas，9 semanas en el primer lugar y el número cuatro en posición anual - En top cinco：En la música mandarín top cinco ：el sexto lugar en año 2008 - ezPeer+ Archivado el 18 de septiembre de 2009 en Wayback Machine. tops durante 16 semanas en el primer lugar en su álbum - la cebolla guedo primer lugar en canción del año |
| 2008-08-15 Warner music                                            | lanzamiento del disco ：Star！ Start！ | con 30 canciones edición 2cd y DVD en la música viva en concierto                            | - G-music： durante 15 semanas en top video，3 semanas en primer lugar，segundo en canción del año - G-music：en los tops en álbum mandarín durante 19 semanas, una vez en el primer lugar, vigésimo lugar en canción del año - En top cinco：durante 8 semanas en top video，2 semanas en primer lugar， quinto lugar en canción del año - En top cinco：en la música mandarín durante 8 semanas, una vez en el primer lugar, décimo lugar en canción del año *ezPeer+ Archivado el 18 de septiembre de 2009 en Wayback Machine. tops para sí mismo en un futuro tercer lugar en canción del año |

Año 2009
| Lanzamiento                | Álbum             | El título de la canción | Descripción                      |
| -------------------------- | ----------------- | ----------------------- | -------------------------------- |
| 2009-05-17 Hua Yi Hermanos | Mejor que el Azul | Mi Sol (我的太陽)       | Duo por Cong Hao Nan y Yang Aska |

Año 2011
| Lanzamiento                           | Álbum | El título de la canción |
| ------------------------------------- | ----- | --- |
| 2011-08-26 Música Universal de Taiwán | Puro  | - 底細 La verdad del amor - 懷珠 La perla preciosa - 光影 La luz en la sombra - 被遺忘的 Los olvidados - 饞 La avaricia - 因為單身的緣故 Porque soy soltero - 前戲 Preludio - 蠻荒情場 El amor salvaje - 唱錯歌詞 Letras equivocadas - 時間神偷 Ladrón del tiempo - 那個男人 Ese hombre |

Año 2013
| Lanzamiento                      | Álbum        | El título de la canción              | Descripción                 |
| -------------------------------- | ------------ | ------------------------------------ | --------------------------- |
| 2013-01-23 Butterfly Ocean Music | Love Destiny | Con el fin de conocerte (為了遇見你) | Duo por Chi Wei & Aska Yang |

## Conciertos
| Fecha                    | Título                                                                        | Lugar                                                    | Canción Lista |
| ------------------------ | ----------------------------------------------------------------------------- | -------------------------------------------------------- | --- |
| 29 de diciembre de 2007  | Concierto de reunión Millón Estrella 星光幫之老師同學會演唱會                 | El Centro Deportivo en la Universidad Nacional de Taiwán | |
| 17 de mayo de 2008       | Aska Yang Estrella/ Inicio/ Concierto en Vico 楊宗緯星空傳奇演唱會            | Arena Taipei                                             | |
| 21 de diciembre          | La Navidad con Aska Yang                                                      | Club Comunidad Arkhub@kallang (Singapur)                 | |
| 11 de enero de 2009      | 2009 Mini Concierto en Taipéi 楊宗緯不墜演唱會                                | Casa en Vivo de Riverside                                | |
| 3 de abril de 2010       | Concierto Un Millón de Estrellas                                              | Teatro de Concierto Perla, Casino Palma, Las Vegas       | |
| 17 y 18 de junio de 2011 | Concierto en Vivo “Perteneciendo a Mi Mismo” de Aska 楊宗緯『宗於自我』音樂會 | Leyenda de Taipéi, Taiwán                                | 1. "就算世界與我為敵" (Enemigo) 2. "給未來的自己" (Para Mi Propio Futuro) 3. "漂著" (Dispersarse) 4. "如果真的不要" (Tómalo o déjalo) 5. "夕陽伴我歸" ( La Puesta del Sol como Compañía) 6. "膽小鬼" (Cobarde) 7. "這樣愛你對不對" (Es Así Como Te Debo de Amar) 8. "傷心地鐵" (Tristeza Subterráneo) 9. "12樓" ( El Duodécimo Piso) 10. "如此" (Siempre Contigo) 11. "The Walk" (El Camino) 12. "我的思念" (Te Extraño) 13. "空白格" (Espacio Vacío) 14. "被遺忘的" (El Olvido) 15. "True Colors" (Colores Verdaderos) 16. "對愛渴望" (Tentación Real) 17. "多餘" (Alas Rotos) 18. "那個男人" (Ese Hombre) |

## el galardón
- 24/11/2011 Cuarto Premio Anual mnssr- Mejor álbum del año PURE
- 14/12/2011 Tercer Año "El Artista Masculino Mas Favorito" de Yahoo
- 2011 Vigésimo aniversario Premio Popular de Elle- El Artista Masculino Más Favorito del Año del Internet Chino- Aska Yang